# Edouard Simon
Edouard Auguste Simon (Péruwelz, 24 mei 1825 - 19 december 1902) was een Belgisch volksvertegenwoordiger.

## Levensloop
Simon was een zoon van notaris Frédéric Simon en van Marie-Louise Duchateau. Hij bleef vrijgezel.
Na zijn studies aan de ULB, werd Simon van 1855 tot aan zijn dood notaris in Péruwelz.
In Péruwelz werd hij gemeenteraadslid, schepen en van 1862 tot aan zijn dood burgemeester.
In 1882 werd hij verkozen tot liberaal volksvertegenwoordiger voor het arrondissement Doornik, een mandaat dat hij vervulde tot in 1886.
Hij werd vervolgens provincieraadslid en voorzitter van de provincieraad, van 1886 tot aan zijn dood.